# Harpactea zoiai
Harpactea zoiai là một loài nhện trong họ Dysderidae.
Loài này thuộc chi Harpactea. Harpactea zoiai được Fulvio Gasparo miêu tả năm 1999.